# SSC 나폴리
소치에타 스포르티바 칼초 나폴리(Società Sportiva Calcio Napoli S.p.A.), 보통 간단히 나폴리라고 부르는 이 클럽은 캄파니아주 나폴리에 있는 스타디오 디에고 아르만도 마라도나(구 명칭: 산 파올로)를 홈으로 하는 이탈리아의 프로축구 클럽이며 현재 감독은 안토니오 콘테다.
1926년에 창단했다. 현재 세리에 A에 속해 있으며 세리에 A 2023-24 시즌은 10위로 마감하였다.
디에고 마라도나가 전성기를 누렸던 프로축구단이다. FC 바르셀로나를 떠나 당시 기준 역대 최고의 이적료로 나폴리로 이적한 후 마라도나는 2개의 스쿠데토와 1번의 코파 이탈리아, 1번의 UEFA 컵, 1번의 수페르코파 이탈리아나를 획득했다. 클럽은 그 공로를 인정하여 마라도나의 등번호였던 10번은 영구 결번으로 지정되어있다. 마라도나교가 있을 정도로 아직도 나폴리에서 마라도나의 인기는 상당한 수준이다. 비록 구단과 좋지 못하게 끝났지만, 마라도나는 여전히 나폴리 구단의 레전드로 인정받고 있다. 2020년 11월 마라도나의 부고 소식이 전해진 후, 홈 구장명을 스타디오 디에고 아르만도 마라도나로 변경했다.
나폴리는 남부 이탈리아에서 가장 성공한 클럽이며, 이탈리아 전체에서도 4번째로 가장 많은 서포터를 거느린 클럽이다. 나폴리는 2017-18 시즌에 182m의 수입을 올리며 세리에 A 구단 중 5번째로 많은 수입을 올리기도 했다. 나폴리의 서포터들은 홈구장에서 둘로 나뉘어 누가 더 열정적인지 경쟁하듯 응원하는 것으로도 유명하다.
나폴리는 1926년 창단 이후 몇 번의 명칭변경을 하였다. 그중 가장 중요했던 명칭변경은 1964년, Associazione Calcio Napoli(AC 나폴리)에서 Società Sportiva Calcio Napoli(SSC 나폴리)로 변경했던 것이다. 가장 최근의 변경은 2004년, 나폴리가 파산한 후 영화제작자 아우렐리오 데 라우렌티스가 자금을 투자하여 구단명칭을 나폴리 사커로 변경했던 일이다. 2년뒤, 데 라우렌티스는 클럽명을 다시 SSC 나폴리로 환원했다. 2004년의 클럽 파산으로 나폴리는 세리에 C1으로 강등되었으나 대대적인 구단 체질개선 작업에 돌입하여, 그로부터 3년만에 세리에 A로 화려하게 복귀하였다.
클럽의 메인 주제가는 "O surdato 'nnammurato'"이다.

## 나폴리의 역사
SSC 나폴리는 1904년 William Poths와 그의 조력자 Hector M. Bayo에 의하여 Naples Foot-Ball & Cricket Club으로 맨 처음 시작하였다. 맨 처음 나폴리의 유니폼은 스카이 블루바탕에 네이비 블루 줄무늬 셔츠, 그리고 검은색 반바지였다. 1906년에 클럽의 명칭은 Naples Foot-Ball Club으로 좀 더 짧아졌다.
초기에 이탈리아 리그는 북부와 남부로 나뉘어 있었다. Italian Football Championship이 북부클럽만 가입할 수 있도록 제한되었기 때문에, 나폴리를 비롯한 이탈리아 남부 클럽들은 Thomas Lipton's Lipton Challenge Cup 같은 대회에서 경기를 치렀다. 컵 대회에서는 나폴리와 팔레르모 FC와 경쟁하였고, 나폴리는 세 번의 우승을 하였다. 1912년에 축구를 하고싶어하는 외국인들을 위해 인테르나찌오날레 나폴리가 갈라져 나왔고, 1912-13시즌부터는 양팀모두 이탈리아 리그에 참가할 수 있었다. 양팀은 캄파니아 지역 내에서 불꽃튀기는 라이벌이었지만, 리그내 다른 클럽들과 비교하면 그닥 실력있는 클럽은 아니었다. 1차세계대전이 끝나고 몇년뒤, 양팀은 FC 인테르나치오날레-나폴리를 줄여서, FBC인터나폴리로 합병하였다.

### AC 나폴리 (Associazione Calcio Napoli)
1926년 8월 23일, 나폴리의 구단주였던 죠르지오 아스카렐리가 팀명을 AC나폴리로 변경하였다. 그 시즌에 나폴리는 단 승점 1점밖에 따지 못한, 보잘것없는 실력의 클럽이었지만 이탈리아 축구협회는 나폴리가 그 다음해에도 내셔널 디비전(세리에A의 전신)에서 뛸 수 있도록 허가하였다. 그 시즌의 나폴리는 파라과이 출신의 앗틸라 살루스트로가 맹활약을 했는데, 그는 나폴리 팬들에게 있어 최초의 영웅이 되었다. 그는 매우 뛰어난 스트라이커로서, 그가 세운 골 기록은 아직도 나폴리의 레코드 순위에 남아있다.
윌리엄 가벗 감독의 지도하에 나폴리는 세리에A의 시대를 맞이한다. 그는 팀을 잘 조직하여 나폴리의 전력은 급상승한다. 가벗의 나폴리는 빈번하게 세리에 A의 상위권에 자리잡았다. 이 기간에는 나폴리가 3위를 차지하였던 두 시즌, 즉 1932-33, 1933-34년도 포함되어 있다. 이 시기의 나폴리 유명선수로는 안토니오 보야크, 아날도 센티멘티, 카를로 부스칼리아가 있다. 그러나 제 2차 세계대전 발발 이후 나폴리는 쇠락기로 접어들었으며 1939~40년에는 골득실차로 겨우 강등을 모면하게 된다.
1942년 나폴리는 근소한 차이로 강등되어 세리에B로 향한다. 나폴리는 Stadio Giorgio Ascarelli에서 Stadio Arturo Collana로 구장을 변경하였고, 2차대전이 끝날때까지 세리에B에 머물러야 했다. 그 후 나폴리는 세리에 A로 승격할 수 있는 권한을 얻었지만 뇌물스캔들로 결국 다시 두시즌 동안 강등되었다. 1950년대초, 나폴리는 다시 반등하여 세리에A로 승격하였다. 1959년에 나폴리는 새로운 경기장 스타디오 산 파올로를 홈구장으로 쓰게 된다. 이 기간부터는 해가 바뀔때마다 상위권과 하위권을 오르락내리락하는 들쭉날쭉한 기간이었다. 심지어는 강등과 승격을 반복하였다. 그리고 1962년에는 지아니 코렐리와 피어루이지 론존의 골에 힘입어 첫 코파 이탈리아 우승컵을 들어올린다. 찬란한 우승 트로피를 얻었지만, 나폴리는 리그에서의 처참한 실적으로 4번째 강등을 당했고 덕분에 그들의 축제는 짧게 끝났다.

### 디에고 마라도나의 시대, 나폴리의 전성기
1964년 6월 25일, 나폴리는 클럽명을 SSC 나폴리(Società Sportiva Calcio NapolI)로 개칭한다. 상승세를 타던 나폴리는 1964-65 시즌에 마침내 승격하였고, 나폴리의 선수였던 브루노 피사올라의 감독 하에 코파 델레 알피에서 우승도 하고, 세리에 A에서도 다섯 손가락 안에 드는 강호가 된다. 1967-68시즌에는 스쿠데토에 근접하였으나 AC 밀란에 밀려 아깝게 세리에 A 준우승에 만족해야 했다. 이 기간의 나폴리의 유명선수는 디노 초프, 호세 알타피니, 오마르 시보리, 그리고 나폴리 태생의 안토니오 줄리아노가 있었다. 안토니오 줄리아노의 출전 횟수는 아직도 나폴리 최다 출전 기록으로 남아 있다.
1970년대에도 나폴리는 소위 잘나가는 팀이었다. 그 증거로, 1970-71, 1973-74 시즌에는 세리에 A에서 3위를 기록하였다. 이듬해 UEFA컵에 진출한 나폴리는 루이스 비니시오의 지도 하에 포르투를 2-0으로 제압하고 3번째 라운드까지 진출한다. 동일한 시즌에 또다시 나폴리는 세리에 A 우승에 근접했으나 유벤투스에게 2점차로 밀려 또다시 아깝게 스쿠데토를 놓치게 된다. 당시의 나폴리에서 활약했던 선수는 브루스콜리티, 그리고 안토니오 줄리아노, 에스포지토와 훌륭한 스트라이커 쥐세페 사볼디가 있었다.
앵글로-이탈리안 리그컵에서 홈 원정 합계 4-1로 사우샘프턴을 물리친 나폴리는 그 자격을 통해 1976-77 UEFA 위너스 컵에 진출하였으나 준결승에서 안데를레흐트에 패하고 말았다. 1975-76 시즌 나폴리는 밀란과 피오렌티나를 연파하고 결승에서 베로나를 꺾으며 다시 한 번 코파 이탈리아를 들어올린다. 세리에 A에서 나폴리는 1970년 말까지 계속해서 세리에 여섯 손가락 안에 드는 강호로 군림하였다. 1980년도 초에도 나폴리는 강력함을 유지하였고 1980-81 시즌에도 리그 3위를 차지하였다. 그러나 클럽은 그 후 급속도로 내리막을 걸어 1983년에는 처절한 강등 사투를 벌이는 신세로 전락한다. 위기감을 느낀 나폴리는 드디어 1984년 6월 30일, 1200만 유로라는, 당시 역대 최고 이적료를 쏟아부어 바르셀로나로부터 천재 축구선수 디에고 마라도나를 영입한다. 스쿼드는 대대적인 리빌딩을 단행하여 치로 페라라, 살바토레 바그니, 그리고 페르난도 디 나폴리 같은 선수들이 주전으로 활약하였다. 마라도나는 리그에 폭풍우를 몰고 왔고, 1985-86 시즌에 다시 한 번 세리에 A 3위를 차지하였다. 그리고 1986-87년은 나폴리 클럽의 역사적인 시즌이었다. 그들은 승점 3점차로 그토록 염원하던 세리에 A 우승을 이루어 냈고, 코파 이탈리아 결승에서도 아탈란타를 4-0으로 격파하며 구단 최초 더블을 달성하였다.
그동안 세리에 A는 경제적으로 부유한 북부 클럽이 우승하는 것이 당연한 것으로 인식되어 왔다. 실제로 남부 이탈리아 클럽이 세리에 A에서 우승한 적은 1800년대 말 이탈리아 축구리그가 출범한 이후 단 한번밖에 없었다. (칼리아리 1969-1970) 게다가 코파까지 동시에 더블우승을 했다는 것은 가난한 남부클럽들에는 꿈처럼 여겨졌던 일이었다. 따라서 마라도나는 축구의 범위를 넘어 나폴리인들의 사회적, 문화적 심지어는 종교적인 아이콘이 되었다. 나폴리는 1987-88 시즌에 유러피언 컵에서 조기 탈락하였고 리그에서도 준우승에 머무르게 되었으나 이듬해인 1988-89 시즌에 출전한 유러피언 컵에서는 16강에서 지롱댕 보르도, 8강에서 유벤투스, 준결승에서 바이에른 뮌헨을 연파하고 결승에서 슈투트가르트를 만난다. 그리고 카레카의 2골, 마라도나의 1골, 페라라와 알레망의 1골씩 총합 5-4(홈 원정 통합)로 슈투트가르트를 꺾고 유럽 챔피언의 자리에 오른다. 연이어 1989-90 시즌에는 밀란을 2점차로 제치고 구단 사상 두 번째 스쿠데토를 들어올린다. 그러나 이 경사로운 우승을 확정지은 아탈란타와의 경기에서, 아탈란타 팬이 100 리라짜리 동전을 알레망의 머리에 던져 상처를 내었다. 또한 동시기에 벌어진 월드컵에서, 마라도나는 이탈리아 북부와 남부의 지역갈등을 이용하여 나폴리 팬들에게 이탈리아 대표팀을 응원하지 말고 아르헨티나를 응원해 달라고 요청하여 논란이 되기도 하였다. 나폴리의 홈 구장 산 파올로에서 벌어진 이탈리아와 아르헨티나의 월드컵 준결승전에서, 나폴리 팬들은 이탈리아를 응원하거나, 아르헨티나를 응원하거나, 양쪽 모두를 관망하는 태도를 취하였다. 조용한 분위기의 산 파올로에서 홈구장의 이점을 얻지 못한 이탈리아 대표팀은 승부차기 끝에 아르헨티나에 패하였고 아르헨티나는 결승으로 진출하였다.
"Me disgusta que ahora todos les pidan a los napolitanos que sean italianos y que alienten a la Selección... Nápoles fue marginada por el resto de Italia. La han condenado al racismo más injusto"
"나는 모든 사람들이 나폴리 팬들에게 이탈리아인이 되라고, 그들의 국가를 응원하라고 당연하게 요구하는 것을 불쾌하게 생각합니다. 나폴리는 언제나 이탈리아의 변두리로 취급되고 소외받아 왔으며 가장 부당한 차별로 인해 고통받는 도시입니다.
-1990년 7월 2일, 디에고 마라도나-
이탈리아 월드컵에서 이탈리아와 상대하는 타국의 국가가 낭송될 때마다 이탈리아인들은 야유와 비웃음을 퍼부었다. 그러나 아르헨티나의 국가가 연주될 때 산 파올로를 가득 메운 나폴리 팬들은 조용히 그들의 국가를 경청하였다. 아르헨티나는 이탈리아를 상대한 팀 중 유일하게 조롱받지 않은 팀이 되었다. 아르헨티나의 승리로 경기가 마무리되자 마라도나는 나폴리 팬들에게 정중하게 고개를 숙여 감사를 표시하였다. 아르헨티나가 결승에 진출하고 서독에 패하여 준우승을 차지하였으며, 대회가 끝나자 이탈리아 축구 연맹은 즉시 마라도나가 코카인 도핑테스트를 받도록 강요하였고 마라도나와 나폴리 팬들은 졸렬한 이탈리아 축구연맹의 복수극이라며 이를 비난하였다. 마라도나는 15개월 동안 국외로 추방당하는 처분을 받았고 다시 클럽에서 뛰지 못하도록 자격이 영구박탈되었다. 마라도나를 잃은 나폴리는 이후 벌어진 수페르코파 이탈리아나에서 유벤투스를 5-1로 누르고 우승을 차지, 그 자격으로 유러피언 컵 무대에 다시 올라갔으나 2라운드에서 조기 탈락하였다. 수페르코파 트로피는 20세기 그들의 마지막 트로피가 될 것이었다.

### 나폴리의 몰락
이탈리아 축구협회의 징벌로 마라도나를 잃은 나폴리는 80년대 후반 이탈리아를 주름잡던 클럽이라고는 믿을 수 없을 정도로 급격한 쇠퇴의 길을 걷게 된다. 엎친데 덮친 격으로 재정위기를 맞은 나폴리는 잔프랑코 졸라, 다니엘 폰세카, 치로 페라라와 카레카 등 주축선수를 1994년까지 전부 떠나보내야 했다. 1995-96 UEFA컵에서 3라운드까지 진출했던 것과 1996-97 시즌 코파 이탈리아에서 비첸자에게 3-1로 패배하여 준우승을 차지한 것이 그들의 마지막 불꽃이었다. 나폴리는 형편없는 클럽으로 전락하였고 1997-98년에는 리그 전체를 통틀어 단 3승만 기록한 뒤 세리에B로 비참하게 강등되었다.
이탈리아의 세븐 시스터즈가 맹위를 떨치던 1999-00시즌에 나폴리는 힘겹게 세리에A로 복귀하였으나 숨돌릴 틈도 없이 치열한 강등전쟁 끝에 잔류에 실패하였다. 그리고 이듬해에 승격에 실패하였으며 이러한 시련은 나폴리를 더욱 가라앉게 만들었다. 2000-01시즌의 승격실패로 인해 총수입은 크게 줄어들었으나, 총비용은 €70,895,838로, 세리에A에 있던 시절보다 고작 €10M밖에 절감하지 못했다. 이는 선수들의 회계장부상 가치가 크게 상각되었기 때문이 주요 원인이다. 반면 나폴리의 총수입은 강등 후 크게 줄어들어, €21,183,736 밖에 되지 않았다. 선수이적료로 수입을 확충했지만 역부족으로, 당기 순손실은 결국 € 28,856,093이나 되어 감당하기 어려워졌다. 결국 돈을 받기 어렵게 된 채권자들은 €20M의 채권을 자본으로 전부 쏟아붓는 마지막 대책까지 사용하였으나 이는 부채를 간신히 메꾸는 수준으로, 나폴리는 순자본이 €2,166,997에 불과한 깡통클럽이 되었다. 다음시즌에도 적자는 예정된 것이나 마찬가지였고 이 조치는 나폴리의 수명을 잠시 연장하는 방편에 지나지 않았다.
나폴리는 2002-03년에는 비용부담을 줄여보고자 선수상각방식의 변경 ("21 February 2003 No.27" 조항)이라는 방법을 써 보았으나, 하부리그의 제한된 수입에는 어쩔 도리가 없었다. 결국 2002-03년에도 €19,071,218의 순손실을 기록하게 되었고 더 이상 어떠한 방법도 쓸 수가 없어 2004년 8월, 나폴리는 파산을 선언하였다. (추정 총 부채 €70M) 위기에 처한 클럽을 구하기 위해 나폴리 출신의 영화제작자 아우렐리오 데 라우렌티스가 자금을 투입하여 클럽을 인수하였다. SSC나폴리라는 명칭은 법원에서 다시 허락하지 않았으므로 클럽은 나폴리사커라는 이름으로 세리에C1에 배치되었다. 2004-05 시즌에서 나폴리는 승격을 위해 최선을 다하였으나 지역 라이벌 AS 아벨리노 1912와 벌인 승격 플레이오프에서 2-1로 패하여 승격에 실패하였다.

### 나폴리의 부흥
데 라우렌티스가 나폴리를 인수하였으나 라우렌티스가 그 돈을 나폴리에 기증한 것은 아니다. 그는 투자를 한 것이었다. 그가 구단을 수렁에서 일단 건져올리고 나서 나폴리는 아무것도 가진 것이 없는 빈털털이 상태였다. 축구를 하는데 필요한 장비가 없었다. 훈련장도 없었다. 심지어는 선수도 없었다.
데 라우렌티스는 축구장비를 사고, 논밭을 훈련장으로 만들었다. 마리노를 단장으로 임명하여 여기저기서 선수들을 긁어모았고, 에디 레야를 감독으로 임명하여 축구구단으로써의 구색을 맞춘다. 나폴리의 새 시대의 시작이었다. 데 라우렌티스는 두가지 목표를 세웠다. 첫번째는 5년이내 나폴리를 세리에A로 올려놓겠다는 것이었고, 두번째는 그 다음 5년에는 우승경쟁을 하는 팀으로 만들겠다는 것이었다. 데 라우렌티스는 이를 나폴리인들에게 약속했고, 많은 나폴리인들은 환호했지만 그것이 실현가능한 목표라고 생각한 사람은 소수였다.
어쨌든 사랑하는 구단을 다시 얻은 나폴리인들은 열광적인 성원을 보낸다. 3부리그를 시작한 나폴리는 세리에A의 대부분의 클럽보다 높은 평균관중 수를 유지하였다. 어떤 경기에서는 51,000명의 세리에 3부리그로서는 역대 최고 관중입장 기록을 갈아치웠다. 이듬해 팀은 세리에B로의 승격에 성공하였고 데 라우렌티스는 2006년 5월, 클럽의 역사를 통째로 사들여 Società Sportiva Calcio Napoli (SSC 나폴리)라는 원래 그들의 이름을 복원하는데 성공하였다. 세리에B로 승격한 그 시즌에 나폴리는 유벤투스, 제노아와 함께 다시 세리에A로 승격하였다. 그들의 승격은 마지막 날 결정되었다. 제노아의 세리에B 마지막 리그에서, 피아첸자가 이길 경우 제노아와 나폴리 중 이기는 팀만이 세리에A 직행티켓을 얻을 수 있었다. 세리에B의 룰에 따르면 3위와 4위의 승점차이가 10점 이상일 경우, 플레이오프를 치르지 않고 3위도 세리에A로 직행할 수 있었다. 운명의 마지막 경기에서, 제노아와 나폴리는 서로를 꺾고 세리에A로 승격하기 위해 최선을 다해 싸웠다. 그러나 종료 몇분을 남기고 피아첸차가 1-1로 비겼다는 소식이 전해지면서 경기장은 기쁨에 넘쳐 난입한 팬들로 축제의 도가니로 변하였다. 겨우 관중을 진정시키고 재개된 경기에서 제노아와 나폴리는 서로를 이길 이유가 없었고 주심의 휘슬이 울리자 양쪽 팬들과 선수들이 뒤엉켜 동시승격의 기쁨을 만끽하였다. 이로써 데 라우렌티스는 5년내로 3부리그의 나폴리를 세리에A로 올려놓는다는 계획을 (혹자는 비웃었을) 3년만에 달성하고, 곧바로 두번째 공약 - 그다음 5년내에는 우승경쟁을 하게 만든다 - 에 착수하였다. 먼저, 함식과 라베찌를 영입한 장본인이지만 다른 영입들은 모두 실패로 돌아갔던 마리노 단장을 전격 경질한 것이 그 첫번째 수순이었다. 후임단장에는 리카르도 비곤을 임명하였다.
많은 언론들이 나폴리를 세리에A로 승격된 이후 강등전쟁을 치를 팀으로 분류하였으나 그들은 예상을 뒤엎고 8위에 자리, 인터토토컵 3라운드에 진출할 자격을 획득하였다. 비록 벤피카에 의해 첫 경기에서 탈락하였으나, 언론들은 점차 나폴리를 UEFA 챔피언스리그를 위협할 팀으로 분류하기 시작하였다. 그러나 이듬해 인상적인 출발을 한 나폴리는 침체를 겪고 11위로 리그를 마감하였다. 레야는 나폴리를 3년만에 두번이나 승격시킨 감독이었지만 데 라우렌티스는 역시 빠른 결단을 내려 레야를 해고하고 도나도니를 감독으로 임명한다.
감독교체와 공격적인 보강에도 불구하고 나폴리는 도나도니 체제 하에서 실망스러운 결과를 얻는다. 계속된 연패로 팀의 사기는 급강하했고 2009년 10월, 데 라우렌티스는 도나도니를 해고하며 "레야를 내친 것이 내 실수이다"라고 인정하였다. 그 후임으로는 삼프도리아의 감독 왈테르 마차리가 나폴리에 도착한다. 마짜리는 도착하자마자 경이로운 극장경기를 여럿 연출하며 나폴리팬들의 발걸음을 다시 경기장으로 향하게 만들었다. 팀은 빠르게 수습되었고 나폴리는 유로파리그 진출권이 주어지는 6위에 올랐다. 그리고 다음해에는 유벤투스로 떠나는 스타 스트라이커 콸리아렐라의 대체요원으로 팔레르모의 유망주 에디손 카바니를 임대해왔다.(1년후 완전영입) 팀은 크게 강화되었고 2010-11시즌 나폴리는 리그 3위를 차지하게 되었다. 2011-12시즌 나폴리는 5위로 리그를 마감하였으나 UEFA 챔피언스리그에서는 성공적이었다. 바이에른 뮌헨, 맨체스터 시티, 비야레알과 함께 한 죽음의 조에서 나폴리는 바이에른 뮌헨의 뒤를 이어 챔피언스 리그 16강에 진출하였다. 16강에서는 첼시에 총합 4-5로 역전패, 탈락하였다. 그리고 코파 이탈리아에서, 나폴리는 유벤투스를 2-0으로 격파하고 자신들의 네번째, 그리고 22년만의 트로피를 손에 넣게 된다. 이 경기에서 63분 에디손 카바니가 페널티킥으로 득점하였고 마레크 함시크이 83분 쐐기를 박는 골을 터뜨렸다. 데 라우렌티스는 나폴리에게 25년만의 우승컵을 안김으로써 자신의 두번째 공약을 달성한 셈이 되었다.

## 나폴리 시즌

### 2012-13 시즌
2012-13 시즌에서 나폴리는 유벤투스의 뒤를 이어 리그 준우승을 차지하였고 2013-14 UEFA 챔피언스리그 진출권을 획득하였다. 에디손 카바니는 29득점으로 세리에 A 득점왕에 올랐다. 유로파 리그에서는 빅토리아 플젠에 패배하여 32강에서 탈락하였다.

### 2013-14 시즌
여름이적시장에서 에디손 카바니는 PSG로 떠났으나 나폴리는 공격적인 보강으로 PSV에서 드리스 메르턴스, 레알 마드리드에서 곤살로 이과인, 호세 카예혼, 라울 알비올, 리버풀에서 페페 레이나(임대) 등을 영입하였다. 왈테르 마차리 감독은 인테르로 부임하였고 라파엘 베니테스 감독이 후임으로 나폴리에 도착하였다. 라파엘 베니테스는 2000년의 즈데네크 제만 이후 나폴리 역사상 첫 외국인 감독이다.
챔피언스 리그에서 아스날, 도르트문트, 마르세유와 한조가 되었다. 4승 2패를 기록하여 아스날, 도르트문트와 동률을 기록하였으나 골득실에서 밀려 탈락하였다. 이과인은 조별리그 6경기에서 4골 2어시스트를 기록하며 나폴리의 공격을 이끌었다.
챔피언스 리그 조 3위 자격으로 유로파 리그에 출전했다. 32강에서 스완지 시티를 3-1로 꺾었으나 16강에서 포르투에 2-3으로 패하여 8강 진출이 좌절되었다.
코파 이탈리아에서 16강 아탈란타(3-1), 8강 라치오(1-0), 로마(5-3), 피오렌티나(3-1)를 차례로 꺾고 통산 5번째 우승을 하였다. 결승전에서는 로렌초 인시녜가 선제 2골을 집어넣는 활약으로 팀의 우승을 이끌었다. 드리스 메르턴스가 쐐기골을 넣었다.
세리에 A에서 유벤투스, 로마에 이어 세리에 3위를 차지하였다. 2014-15 챔피언스 리그 플레이오프 티켓을 획득하였다.

## 현재 선수 명단
2024년 8월 30일 기준
참고: FIFA 자격 규정에 따라 소속된 국가대표팀 국기를 표시합니다. 선수는 복수의 FIFA 비회원국 국적을 가지고 있을 수 있습니다.
| 번호 | 포지션 | 국적       | 이름                  |
| ---- | ------ | ---------- | --------------------- |
| 1    | GK     |            | 알렉스 메레트         |
| 4    | DF     |            | 알레산드로 부온조르노 |
| 5    | DF     |            | 주앙 제주스           |
| 6    | MF     | 스코틀랜드 | 빌리 길모어           |
| 7    | FW     |            | 다비드 네리스         |
| 8    | MF     | 스코틀랜드 | 스콧 맥토미니         |
| 9    | FW     |            | 로멜루 루카쿠         |
| 11   | MF     |            | 케빈 데 브라이너      |
| 13   | DF     | 코소보     | 아미르 라흐마니       |
| 14   | GK     |            | 니키타 콘티니         |
| 16   | DF     |            | 라파 마린             |
| 17   | DF     | 우루과이   | 마티아스 올리베라     |
| 18   | FW     |            | 히오바니 시메오네     |

| 번호 | 포지션 | 국적       | 이름                     |
| ---- | ------ | ---------- | ------------------------ |
| 21   | MF     |            | 마테오 폴리타노          |
| 22   | DF     |            | 조반니 디 로렌초 (주장)  |
| 23   | FW     |            | 알레시오 체르빈          |
| 25   | GK     |            | 엘리아 카프릴레          |
| 26   | FW     |            | 시릴 논지                |
| 30   | DF     |            | 파스콸레 마초키          |
| 37   | DF     |            | 레오나르도 스피나촐라    |
| 68   | MF     | 슬로바키아 | 스타니슬라우 로보트카    |
| 81   | FW     |            | 자코모 라스파도리        |
| 90   | MF     |            | 미카엘 폴로룬쇼          |
| 99   | MF     | 카메룬     | 앙드레프랑크 잠보 앙기사 |

### 임대 선수 명단
이중국적은 피파 룰에 의거, 우세한 쪽으로 표기

참고: FIFA 자격 규정에 따라 소속된 국가대표팀 국기를 표시합니다. 선수는 복수의 FIFA 비회원국 국적을 가지고 있을 수 있습니다.
| 번호 | 포지션 | 국적 | 이름                                   |
| ---- | ------ | ---- | -------------------------------------- |
| —    | DF     |      | 루이지 다비노 (구비오로 임대)          |
| —    | DF     |      | 프란체스코 메초니 (페루자로 임대)      |
| —    | DF     |      | 나탕 (레알 베티스로 임대)              |
| —    | DF     |      | 노사 오바레틴 (바리로 임대)            |
| —    | DF     |      | 알레산드로 차놀리 (제노아로 임대)      |
| —    | MF     |      | 옌스 카쥐스트 (입스위치 타운으로 임대) |
| —    | MF     |      | 잔루카 가에타노 (칼리아리로 임대)      |
| —    | MF     |      | 젠나로 이아카리노 (구비오로 임대)      |
| —    | MF     |      | 예스페르 린스트룀 (에버턴으로 임대)    |

| 번호 | 포지션 | 국적       | 이름                                  |
| ---- | ------ | ---------- | ------------------------------------- |
| —    | MF     |            | 마테오 마르키사노 (카베세로 임대)     |
| —    | MF     | 말리       | 콜리 사코 (바리로 임대)               |
| —    | MF     |            | 안토니오 베르가라 (레자나로 임대)     |
| —    | FW     |            | 주세페 암브로시노 (프로시노네로 임대) |
| —    | FW     | 모로코     | 왈리드 셰디라 (에스파뇰로 임대)       |
| —    | FW     |            | 안토니오 치오피 (리미니로 임대)       |
| —    | FW     |            | 주세페 다고스티노 (줄리아노로 임대)   |
| —    | FW     | 나이지리아 | 빅터 오시멘 (갈라타사라이로 임대)     |
| —    | FW     |            | 로렌초 스가르비 (바리로 임대)         |

### 유스팀 선수 명단
이중국적은 피파 룰에 의거, 우세한 쪽으로 표기

참고: FIFA 자격 규정에 따라 소속된 국가대표팀 국기를 표시합니다. 선수는 복수의 FIFA 비회원국 국적을 가지고 있을 수 있습니다.
| 번호 | 포지션 | 국적 | 이름 |
| ---- | ------ | ---- | ---- |

### 영구 결번
참고: FIFA 자격 규정에 따라 소속된 국가대표팀 국기를 표시합니다. 선수는 복수의 FIFA 비회원국 국적을 가지고 있을 수 있습니다.
| 번호 | 포지션 | 국적 | 이름            |
| ---- | ------ | ---- | --------------- |
| 10   | FW     |      | 디에고 마라도나 |

2000년 여름, 나폴리는 백넘버 10번을 1984년부터 1991까지 클럽에서 활약했던 팀의 레전드 디에고 아르만도 마라도나를 기려 영구 결번하였다. 이는 그가 나폴리의 셔츠를 입고 활약했던 7시즌동안의 중요한 공헌과 그의 클래스에 대한 헌정이다. 10번이 영구 결번되기 전에 마지막으로 나폴리에서 10번을 달았던 선수들은 파우스토 피치(1995-1996), 베투(1996-1997), 이고르 프로티(1997-1998)이다. 이고르 프로티는 나폴리에서 10번을 달고 세리에 A에서 골을 기록한 마지막 선수이며, 클라우디오 벨루찌(1998-1999),(1999-2000)는 나폴리에서 10번을 달고 세리에 B에서 골을 기록한 마지막 선수이다.

## 역대 감독
| 감독                | 임기        |
| ------------------- | ----------- |
| 리노 마르케시       | 1980 ~ 1982 |
| 리노 마르케시       | 1984 ~ 1985 |
| 클라우디오 라니에리 | 1991 ~ 1993 |
| 프란코 스콜리오     | 2002 ~ 2003 |
| 로베르토 도나도니   | 2009        |
| 안토니오 콘테       | 2024 ~      |

## 수상 기록

### 국내 대회
- 이탈리아 챔피언: 3

1986-87, 1989-90, 2022-23
- 코파 이탈리아: 6

1961-62, 1975-76, 1986-87, 2011-12, 2013-14, 2019-20
- 수페르코파 이탈리아나: 2

1990, 2014
- 세리에 B: 1

1949-50
- 세리에 미스타 A-B 센트로-수드: 1

1945-46

### 지역 간 대회
- 세리에 C1: 1

2005-06 (B조)

### 국제 대회
- UEFA 컵: 1

1988-89
- 코파 델레 알피: 1

1966
- 코파 디 레가 이탈로-인글레세: 1

1976

### 훈장
- CONI 체육 훈장 금성장: 1974

## 기록 및 통계

### 대회 기록
| 등급 | 리그                  | 참가 횟수 | 데뷔 시즌 | 마지막 시즌 | 총계 |
| ---- | --------------------- | --------- | --------- | ----------- | ---- |
| 1부  | 디비시오네 나치오날레 | 4회       | 1926-27   | 1945-46     | 81회 |
| 1부  | 세리에 A              | 77회      | 1929-30   | 2022-23     | 81회 |
| 2부  | 세리에 B              | 12회      | 1942-43   | 2006-07     | 12회 |
| 3부  | 세리에 C1             | 2회       | 2004-05   | 2005-06     | 2회  |

세리에 A
나폴리는 최상위 리그에 81회 참가했으며, 그 중 세리에 A에 77회 참가하여, 총 20회 메달권에 들었다:
- 3회 우승 (1986-87, 1989-90, 2022-23)
- 8회 준우승 (1967-68, 1974-75, 1987-88, 1988-89, 2012-13, 2015-16, 2017-18, 2018-19)
- 10회 3위 (1933-34, 1965-66, 1970-71, 1973-74, 1980-81, 1985-86, 2010-11, 2013-14, 2016-17, 2021-22)

세리에 B
나폴리는 세리에 B에 총 12회 참가하여 5번 승격을 이뤘다:
- 1회 우승 (1949-50)
- 4회 준우승 (1961-62, 1964-65, 1999-00, 2006-07)

세리에 C
나폴리는 세리에 C1에 2회 참가하여 1번 승격을 이뤘다:
- 1회 B조에서 우승 (2005-06)

코파 이탈리아
나폴리는 코파 이탈리아에 총 70회 참가하여 결승전에 10번 진출했다:
- 6회 우승 (1961-62, 1975-76, 1986-87, 2011-12, 2013-14, 2019-20)
- 4회 준우승 (1971-72, 1977-78, 1988-89, 1996-97)

코파 이탈리아 세리에 C
나폴리는 코파 이탈리아 세리에 C 2005-06시즌에 참가하여 우승이나 결승전 진출하지 못했다.
수페르코파 이탈리아나
나폴리는 수페르코파 이탈리아나에 총 4회 참가했다:
- 2회 우승 (1990, 2014)
- 2회 준우승 (2012, 2020)

수페르코파 이탈리아나 세리에 C1
나폴리는 수페르코파 이탈리아나 세리에 C1 2006시즌에 참가했다.
- 1회 준우승 (2006)

## 클럽 통계 및 기록

### 팀 기록
- 가장 큰 승리: 나폴리 8:1 프로 파르티아 (1955-56 세리에A)
- 가장 큰 패배: 나폴리 0:11 토리노 FC (1927-28 연방리그)
- 스쿠데토, 코파 이탈리아를 같이 거머쥔(더블) 클럽

토리노(1942-43시즌)
유벤투스(1959-60시즌, 1994-95시즌)
나폴리(1986-87시즌)
라치오(1999-00시즌)
인테르나치오날레(2009-10시즌)

### 개인 기록
- 최다출장: 조셉 브루스콜리티 (511회)
- 리그경기 최다출장: 안토니오 줄리아노 (394회)
- 최다골(리그,코파, 유럽대회 포함): [마렉 함식] (116골, 2007~ 2017.12.23 기준)
- 이탈리아 대회 최다골(리그, 코파 포함): 앗틸라 살루스트로 (108골)
- 리그 최다골(코파 제외): 안토니오 보야크 (102골)
- 한시즌 최다골 : [곤살로 이과인] (36골, 2015-16 시즌)

## 같이 보기
- 유럽 클럽 협회